# مایکل دردووزوس
مایکل لئونیداس دردووزوس (یونانی: Μιχαήλ Λεωνίδας Δερτούζος؛ ۵ نوامبر ۱۹۳۶–۲۷ وت ۲۰۰۱ میلادی) با اصلیت یونانی، از سال ۱۹۷۴ تا ۲۰۰۱ میلادی، استاد گروه مهندسی برق و علوم کامپیوتر درموسسه فناوری ماساچوست - ام آی تی (M.I.T.) و مدیر آزمایشگاه علوم کامپیوتر ال سی اس (LCS) بود.
وی گسترش استفاده از کامپیوتر را بسیار زود پیش‌بینی کرد و همراه با همکارش در مؤسسه ام آی تی (MIT) محقق نیکولاس نگروپونته، یکی از پیشگامان در زمینه فناوری، از جمله شبکه وب بود.